# 馬拉威—南非關係
馬拉威－南非關係是指非洲国家馬拉威与南非之間历史上与现代的雙邊關係。双方于1967年9月建立大使级外交关系。马拉维是冷战期间为数不多与南非维持着友好关系的非洲国家之一，也曾经是南非在非洲唯一的邦交国。建交以來兩國高層交往頻繁，各领域来往不断。现今兩國均為大英国协、不结盟运动、77國集團成員國。

## 政治交流
马拉维与南非均曾经是大英帝国的殖民地，1964年，马拉维脱离大英帝国独立，首任总统海斯廷斯·卡穆祖·班达奉行反共主义，采取现实主义的外交政策，不与共产主义国家来往，班达虽然反对南非政府实施种族隔离政策，相较于邻国坦桑尼亚、赞比亚等国，班达领导下的马拉维政府对南非友好，并主张通过对话促使南非政府放弃种族隔离。与此同时，受到非洲大部分国家孤立的南非政府也开始加强与马拉维的外交关系，并多次提供贷款援助马拉维，先后帮助马拉维政府迁都利隆圭，又在采矿、广播、经济计划、警察训练等方面给予马拉维政府大规模援助。随后，马拉维也在1967年9月与南非建立大使级外交关系，成为第一个与南非建交的非洲国家。1969年，非洲诸国在赞比亚签署《路沙卡宣言》，譴責南非種族隔離政策。但馬拉威政府代表仅出席了会议，并未签署协议，亦未谴责南非。
1970年，南非总理巴尔萨泽·约翰内斯·沃斯特出访马拉维。翌年8月，班达出访南非，得到了南非总统雅各布斯·約翰尼斯·福歇的接见，班达也成为顺利访问南非的首个非洲国家元首。但长期采取亲南非的外交政策也让班达受到国内反对者及众多非洲国家的批判。但在安哥拉内战爆发后，出于对苏联的反感，班达在维持与南非外交关系的同时，也开始改善与赞比亚、坦桑尼亚、莫桑比克等邻国的外交关系。
南非種族隔離政权結束后，班达失去了其在非洲最主要的盟友。1994年，在西方国家的压力下，马拉维举行了首次多党参与的国内大选，班达被巴基利·穆卢齐击败，流亡南非，并最终在南非逝世。而随着班达独裁统治的结束及南非重新加入共和联邦，两国关系也翻开了新的篇章。两国也通过在联合国、非洲联盟、大英国协等国际组织的合作进一步巩固了邦谊。

## 经济关系
1967年双边外交关系确立伊始，南非、马拉维两国就签署了贸易协定，冷战期间，南非也长期为马拉维主要的进口伙伴。由于南非经济水平远远领先马拉维，迄今两国仍然维持着紧密的贸易合作关系。据经济复杂性研究中心统计，2020年，南非、马拉维双边贸易额接近6亿美元。其中，马拉维出口约5090万美元，主要向南非出口茶叶、坚果等农产品，南非也是马拉维在非洲的第一大出口伙伴。南非出口了5.49亿美元，主要向马拉维输出化工制品、车辆等产品。

## 人文交流
冷战期间，马拉维曾是接受南非援助最多的非洲国家之一，两国有着紧密的人文联系。马拉维國內低技術勞工過剩，该国有许多移工前往南非开采矿山以谋生，马拉维首任班达班达年轻时也曾在南非当过移工。两国建交后，马拉维也长期向南非输出采矿移工，延续至今。但隨著南非試圖為本国公民創造就業機會，加之南非国内针对移工的暴力犯罪加剧，以及自然灾害的影响，马拉维裔在南非的生活也受到了一定的挑战。而马拉维政府也因为应对不力而受到诟病。

## 交通

### 航空
两国有定期的客运直航航班往返于南非的约翰内斯堡及马拉维两大城市利隆圭及布兰太尔。
由于来往于马拉维的国际航班不多，马拉维民众在出国时，也时常搭乘馬拉威航空或南非航空公司班機至南非约翰内斯堡，再轉機至世界其他主要城市。

#### 客運
| 南非       | 马拉维                 |
| ---------- | ---------------------- |
| 约翰内斯堡 | 利隆圭（马拉维航空）   |
| 约翰内斯堡 | 布兰太尔（马拉维航空） |

## 引用
1. ↑  德黑兰（2012年）
2. ↑  G77（2019年）
3. 1 2  武涛（2012年）
4. ↑  郝望（1983年）
5. ↑  牛津（1970年）
6. ↑  scw（1976年）
7. ↑  纽约时报（1971年）
8. 1 2  原牧（1981年）
9. ↑  星洲日報（1982年）
10. ↑  纽约时报（1997年）
11. ↑  Ihonvbere（1997年）
12. ↑  外交部（2023年）
13. ↑  OEC（2023年）
14. ↑  CIA（2023年）
15. ↑  星洲日報（1979年）
16. ↑  Chipembere（1971年）
17. ↑  卢萨卡时报（2011年）
18. ↑  刘国强等（2019年）
19. ↑  半岛电视台（2022年）
20. ↑  Aeroroutes（2023年）
21. ↑  生活资讯（2017年）